# Bandeira de Israel

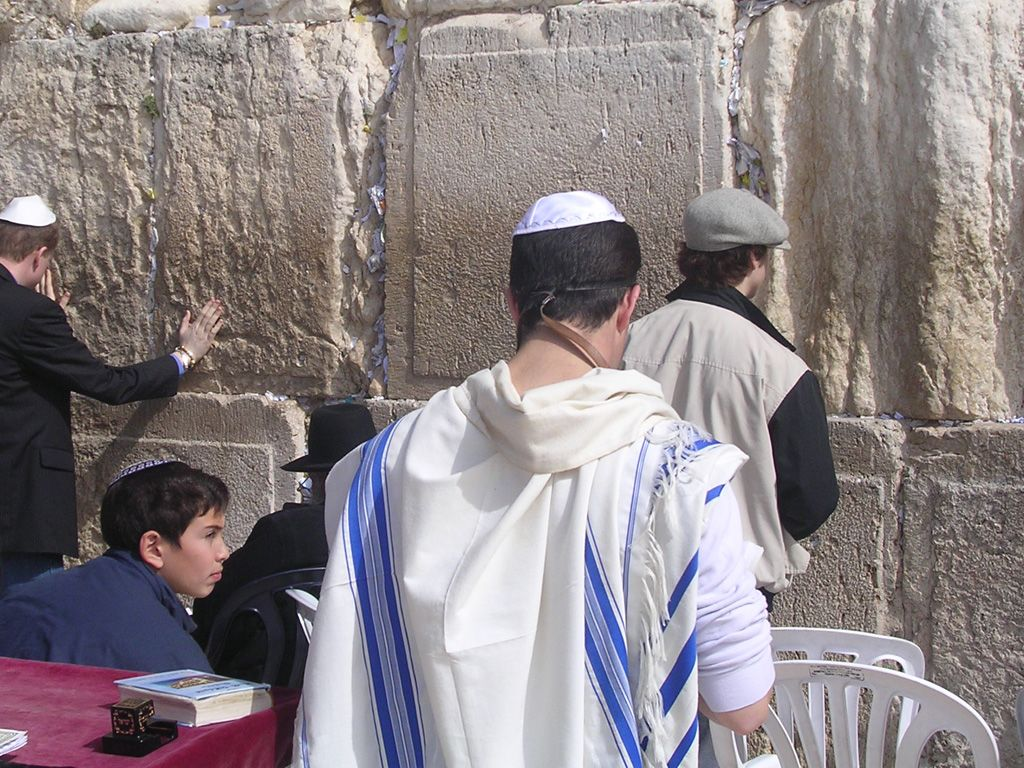
Um talit tradicional com listras azuis.

A bandeira de Israel foi adotada em 28 de outubro de 1948, cinco meses após o estabelecimento do país. Ela mostra uma Estrela de David (hebraico: מגן דוד) azul em um fundo branco, entre duas faixas azuis horizontais. A cor azul é descrita apenas como "azul celeste escuro" e varia de bandeira para bandeira, abrangendo de um tom azul puro, por vezes sombreado quase tão escuro quanto o azul marinho, a tonalidades em torno de 75% de puro ciano e sombras tão claras quanto azul muito claro. A bandeira foi desenhada para o Movimento Sionista em 1891. O desenho básico remete ao Talit, o xale ritual de oração judaico, que é branco com listras azuis. O hexagrama no centro é o Magen David ("escudo de David"). Tornou-se um símbolo judaico no final da Idade Média em Praga, e foi adotado pelo Primeiro Congresso Sionista em 1897.

## Outras Bandeiras

Bandeira Naval Civil
Bandeira Naval de guerra
Bandeira da força aérea